# تاکانوبو اوکابه
تاکانوبو اوکابه (انگلیسی: Takanobu Okabe؛ زادهٔ ۲۶ اکتبر ۱۹۷۰) اسکی‌باز پرش اهل ژاپن است.